# Todd Rokita
Theodore Edward Rokita, detto Todd (Chicago, 9 febbraio 1970), è un politico statunitense, membro della Camera dei Rappresentanti per lo stato dell'Indiana dal 2013 al 2019.

## Biografia
Nato a Chicago, dopo la laurea in legge all'Indiana University - Purdue University Indianapolis, Rokita esercitò la professione di avvocato. Assunto come consulente all'interno dell'ufficio del Segretario di Stato dell'Indiana, scalò di posizione fino a divenire vicesegretario.
Nel 2002 venne eletto egli stesso Segretario di Stato, come membro del Partito Repubblicano e mantenne l'incarico per otto anni, fin quando nel 2010 venne eletto alla Camera dei Rappresentanti per il seggio lasciato vacante dal compagno di partito Steve Buyer. Da quel momento Rokita fu sempre riconfermato dagli elettori.
Ideologicamente Todd Rokita si configura come un conservatore.